# Bouke Benenga
Bouke Benenga (ur. 27 marca 1888 w Rotterdamie, zm. 4 stycznia 1968 tamże) – holenderski pływak, uczestnik Letnich Igrzysk 1908 w Londynie.
Podczas igrzysk w 1908 roku wystartował na 100 metrów stylem dowolnym, lecz odpadł w eliminacjach. Wziął również udział w turnieju piłki wodnej, gdzie ze swoją drużyną zajął 4. miejsce.
Jego starszym bratem był olimpijczyk Lambertus Benenga.